# Pirch

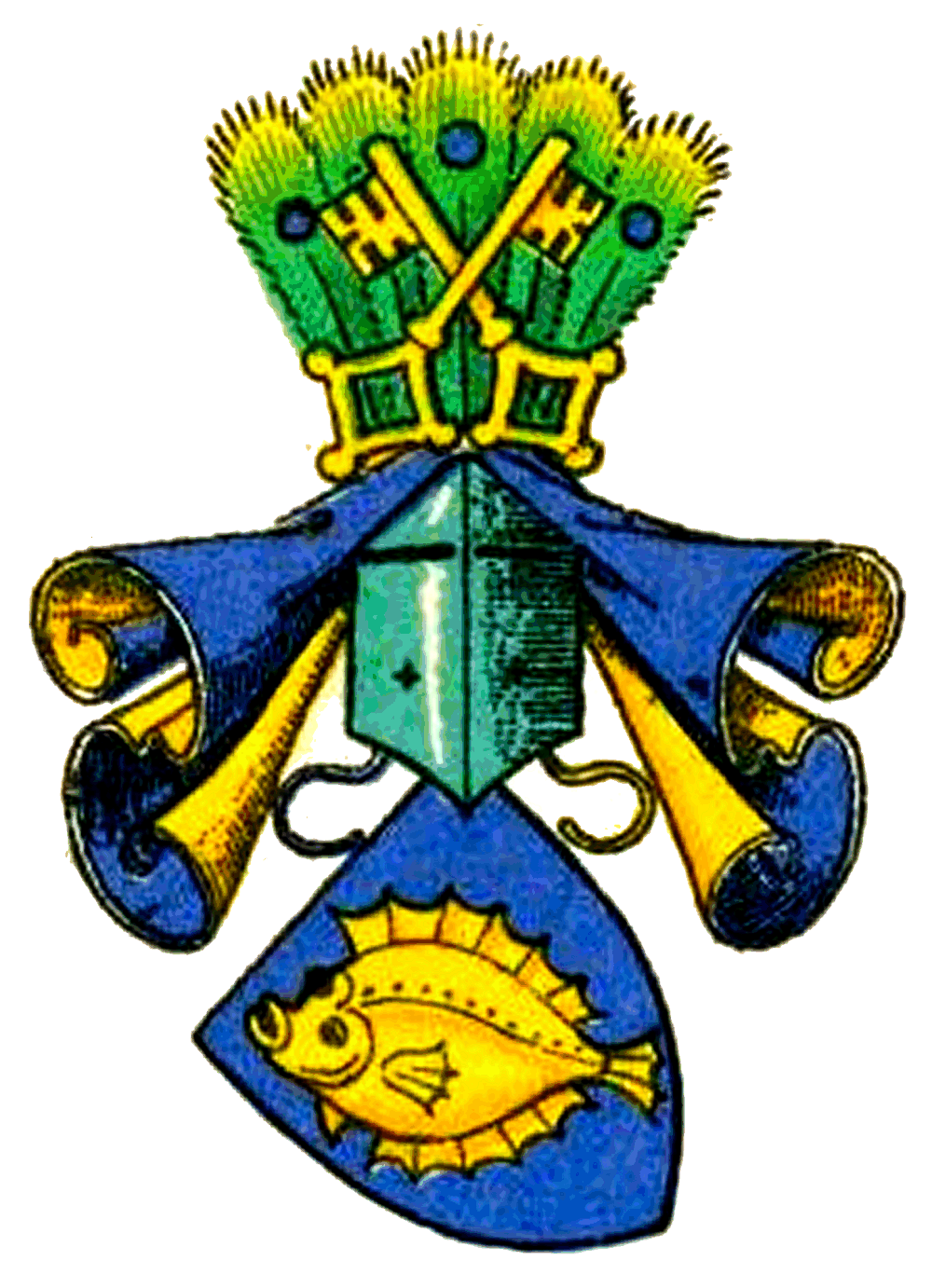
Wappen derer von Pirch

Pirch ist der Name eines pommerschen Uradelsgeschlechts aus Hinterpommern.

## Geschichte
Die Familie, die früher auch von Pirchen genannt wurde, kam mit den Deutschen Orden nach Pommerellen, wo sie mit mehreren Angehörigen im 13. und 14. Jahrhundert urkundlich erwähnt wird.
Die Stammreihe beginnt mit Jasborn Pirscha oder Pyrsza aus Böhmen, einem Ritter und Feldherrn des Deutschen Ordens. Als Belohnung für seine Verdienste erhielt er 1299 vom Orden die Ortschaften Rettkewitz, Chotzlow und Vitröse bei Lauenburg in Hinterpommern geschenkt. In Hinterpommern war er auch mit den Dörfern Nibbanzin oder Wobensin, Noßino (Groß Nossin), Charvarti, Windesparo, Nosincke (Klein Nossin), Gaffert und Wundichow belehnt.
Bereits unter seinen Söhnen Jeschke und Gützlaff teilt sich die Familie in die Lauenburger und Stolpsche Hauptlinie auf, benannt nach den beiden Landkreisen in Pommern, in denen die Güter lagen. Im Amt Stolp hatte die Familie im 16. Jahrhundert Besitz in Gaffert, Karwen und Kose und im 17. Jahrhundert u. a. auch in Kottow, Poganitz und Wundichow. In der ersten Hälfte des 19. Jahrhunderts besaß der im Landkreis Lauenburg i. Pom. ansässige Familienzweig Güter in Anbendin, Baargeld, Buckowin, Chotzlow, Krampkewitz, Rettkewitz, Saulinke, Tauenzin und Zewitz.
Die Familie von Pirch brachte über Generationen bedeutende Offiziere hervor, die mehrheitlich der Stolpschen Linie angehörten.

## Wappen
Das Stammwappen zeigt in Blau eine schrägrechte silberne (auch goldene) Karausche. Auf dem Helm mit blau-silbernen (blau-goldenen) Decken zwei ins Andreaskreuz gestellte goldene (oder auch blaue) Schlüssel vor einem natürlichen Pfauenschweif.

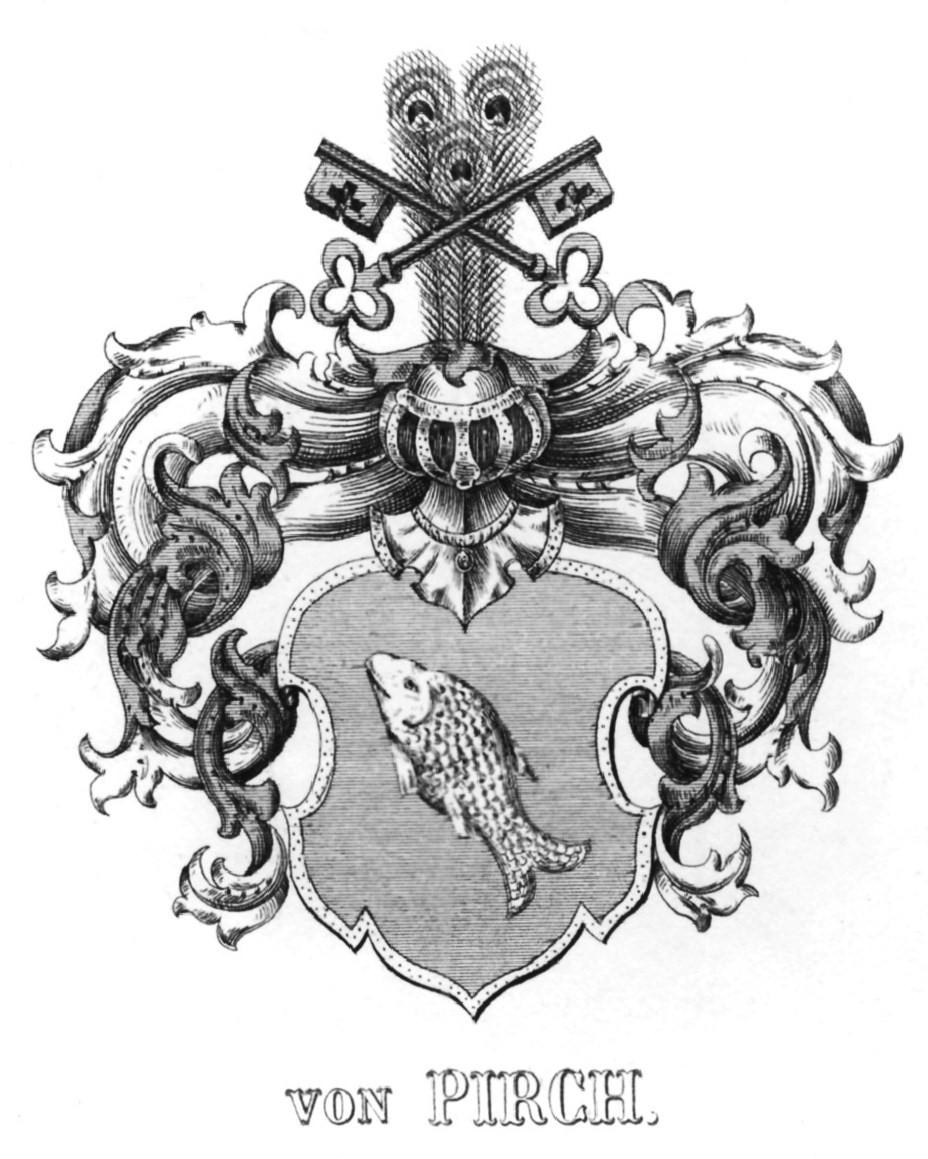
Wappen derer von Pirch
Wappen derer von Pirch

## Bekannte Familienmitglieder
- Michael Lorenz von Pirch (1687–1761), kurfürstlich sächsischer Generalleutnant.
- Kaspar Franz von Pirch (1689–1745), kurfürstlich sächsischer Oberst und Regimentschef
- Dubislav Nikolaus von Pirch (1693–1768), kurfürstlich sächsischer Generalleutnant.
- Ewald George von Pirch (1728–1797), preußischer Verwaltungsjurist und von 1769 bis 1797 Hofgerichtspräsident in Köslin.
- George Lorenz von Pirch (1730–1797), preußischer Generalmajor.
- Franz Otto von Pirch (1733–1813), preußischer General der Infanterie.
- Nikolaus Heinrich von Pirch (1736–1808), Kommandant von Graudenz und preußischer Generalmajor.
- Johann Ernst von Pirch (1744–1783), französischer Oberst.
- Georg Dubislav Ludwig von Pirch (1763–1838), preußischer Generalleutnant.
- Otto von Pirch (1765–1824), preußischer Generalleutnant.
- Christoph Wilhelm Rüdiger von Pirch (1767–1846), preußischer Generalmajor.
- Otto Ferdinand Dubislav von Pirch (1799–1832), preußischer Hauptmann und Reiseschriftsteller.
- Max von Pirch (1862–1934), preußischer Geheimer Regierungsrat, Gutsbesitzer Wobensin.
- Georg von Pirch (1906–1992), Diplomat, Jurist.[6]